# 戈巴比斯
戈巴比斯（英语：Gobabis）是非洲西南部國家納米比亞的城鎮，也是奧馬海凱區的首府，位於喀拉哈里沙漠邊緣，建城於1856年，受半乾旱氣候影響，每年平均降雨量375毫米，2010人口19,870。